# Прикладная этика
Прикладна́я э́тика — направление профессиональной этики, изучающее практические моральные проблемы (в частности, аборт, эвтаназия, смертная казнь, искусственное оплодотворение, использование атомной энергии).
Как правило, проблемы, изучаемые прикладной этикой, имеют вид моральной дилеммы с двумя более или менее равнозначными и обоснованными решениями.
Исследователи А. А. Гусейнов и Л. В. Коновалова полагают, что прикладная этика — новый этап в развитии этики как философской науки.

## Неоднозначность понятия
Как и само понятие «этика», термин «прикладная этика» имеет неоднозначное толкование:
1. конкретное приложение этических и моральных понятий и суждений к конкретным жизненным ситуациям (кейсам)
2. этап развития этической теории (наряду с теоретической, дескриптивной, метаэтикой)

## Направления прикладной этики в профессиональной сфере
- Бизнес-этика
- Биоэтика — учение о нравственной стороне деятельности человека в медицине и биологии.
- Информационная этика — дисциплина, исследующая моральные проблемы, возникающие в связи с развитием и применением информационных технологий. Информационная этика связана с компьютерной этикой и философией информации.
- Компьютерная этика занимается исследованием поведения людей, использующих компьютер, на основе чего вырабатываются соответствующие нравственные предписания и своего рода этикетные нормы
- Медицинская этика — дисциплина, раздел прикладной этики, изучающий медицинскую этику, правила и нормы взаимодействия врача с коллегами и пациентом
- Экологическая этика — прикладная дисциплина, являющаяся результатом междисциплинарного синтеза и располагающаяся на стыке этики и экологии.
- Экономическая этика